# Библиотека Вэлли
Библиотека Вэлли является основной библиотекой университета штата Орегон и расположена в главном кампусе школы в Корваллисе в американском штате Орегон. Основанная в 1887 году, библиотека впервые разместилась в собственном здании в 1918 году, где сейчас находится Киддер-холл. Нынешнее здание открылось в 1963 году как библиотека Уильяма Джаспера Керра, а в 1999 году было расширено и переименовано в Библиотеку Вэлли. Библиотека названа в честь филантропа Ф. Уэйна Вэлли, который играл в футбол за штат Орегон.
Одна из трех библиотек штата Орегон, Библиотека Вэлли, хранит более 1,4 миллиона томов, 14 000 серийных изданий и более 500 000 карт и правительственных документов. Она функционирует как Федеральная депозитарная библиотека, а также является хранилищем государственных документов. Шестиэтажное здание библиотеки выполнено в современном неоклассическом стиле с фасадом из красного кирпича, выделенным белыми секциями наверху и на части восточной стороны. Восточная сторона включает белолицую ротонду с двухэтажным атриумом на первом этаже.

## История

### Основание
Университет штата Орегон был основан в 1868 году. Законодательное собрание штата Орегон выделило школе 1000 долларов на покупку книг для библиотеки в 1876 году, что стало первым случаем, когда законодательный орган выделил школе средства для библиотеки. В 1887 г. в школе была открыта библиотека  а в 1890 г. Мэй Уоррен был нанят в качестве первого штатного библиотекаря. К 1893 году фонд библиотеки вырос до 1950 томов.  После добавления 2600 томов с 1899 по 1900 год собрание составило 5000 томов. 
В то время библиотека была бесплатной общей библиотекой с фондом выдачи книг на дом и справочными коллекциями, а библиотекарем выполнял обязанности А. Дж. Стимпсона.  В то время в библиотеке также было 6000 брошюр, а годовой оборот составлял 8000 экземпляров.  В июле 1908 года Ида Киддер была назначена первым профессионально подготовленным библиотекарем библиотеки; ее прибытие ознаменовало период беспрецедентного роста. К 1909 году собрание выросло до 10 000 томов и 10 000 брошюр; Р. Дж. Николс был библиотекарем. Коллекция библиотеки продолжала расти и в 1918 году составила 36 478 томов. К 1922 году коллекция выросла до 73 000 томов, а Люси М. Льюис работала библиотекарем в школе.
К 1940 г. фонды библиотеки увеличились до 130 000 томов и 1400 серийных изданий. В коллекции были включены различные редкие предметы, такие как страница из издания "Универсальные хроники" Хигдена Ранульфа  1642 года, книга стихов 1628 года, написанных на латыни, и Библия 1769 года, напечатанная Джоном Баскервиллем, среди других. 

### Строительство новой библиотеки
В феврале 1917 года законодательный орган штата выделил школе 65 000 долларов на строительство здания для библиотеки.  Орегонский сельскохозяйственный колледж открыл новую библиотеку в 1918 году, что стало первым случаем, когда у библиотеки было собственное здание. До 1918 года библиотека размещалась на втором этаже соседнего административного здания, ныне известного как Бентон-холл. Когда новое здание было завершено, школа построила временный трельяж между двумя зданиями, чтобы упростить перенос книг на новое место.  Первоначально в новом здании также располагались офисы и учебные классы, но за десять лет библиотека расширилась и заняла всю структуру.  Джон В. Беннес спроектировал новое здание, а также многие здания кампуса, построенные в тот период.
Новую библиотеку несколько раз реконструировали, и в 1941 году было добавлено новое крыло. Здание 1918 года было расположено на юго-восточном углу Кампус-Уэй и Уолдо-Плейс, а после добавления в 1941 году имело около 7100 м2   на трех этажах и полном подвале. Выполненный в неоклассическом стиле, фасад был сделан из кирпича и содержал декоративные плиты из бетона, а остроконечная крыша была покрыта черепицей.  Первоначально по проекту были двухэтажные читальные залы, которые в 1950-х годах переоборудовали в одноэтажные.  Строительство нового крыла библиотеки началось в 1940 году и было спроектировано Беннесом, тем же архитектором, который спроектировал оригинальную структуру. Он также разработал подходящее крыло для другой стороны, но это крыло так и не было добавлено.  В то время здание было открыто с 7:50 до 22:00 по будням и с 14:00 до 17:00 по воскресеньям.

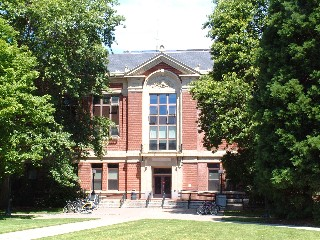
Киддер-холл, бывший дом библиотеки

### Известные пожертвования и события
Фреска, написанная Дж. Лео Фэрбенксом, была добавлена в главный читальный зал в 1929 году в подарок от школьного класса в 1925 году. Фреска называлась « Записанная информация» и была второй фреской в этой комнате Фэрбенкса, который долгое время был главой художественного отдела школы. 
Начиная с 1932 года Мэри Дж. Л. Макдональд сделала крупнейшее на тот момент дарение книг библиотеке, когда она пожертвовала тома на сумму чуть более 10 000 долларов. Она пожертвовала в общей сложности более 1000 предметов, включая полное собрание сочинений Авраама Линкольна на сумму 4800 долларов.  В 1936 году Управление промышленно-строительными работами общественного назначения  дал декоративную арку в библиотеку, чтобы установить над южным входом в здание. В декабре 1947 года библиотека получила в наследство около 5 500 томов на сумму около 15 000 долларов из имения Уильяма Х. Гальвани. Это пожертвование обогнало пожертвование Макдональда и стало самым крупным, полученным библиотекой на тот момент. 
Библиотека была среди нескольких зданий, разрушенных студентами Орегонского университета в октябре 1945 года во время подготовки к футбольному матчу Гражданской войны между двумя школами.

### Библиотека Керра
В 1943 году фонды школьной библиотеки выросли до 193 479 томов. Ранее известное как Библиотека, здание и библиотека были переименованы в 1954 году в Библиотеку Уильяма Джаспера Керра. Керр был президентом штата Орегон дольше всех, занимая этот пост с 1907 по 1932 год, когда он стал первым канцлером нынешней университетской системы Орегона.
В мае 1960 года тогдашнему колледжу штата Орегон федеральное правительство авансировало 19 000 долларов на строительство нового здания стоимостью 2,17 миллиона долларов. Новое здание было спроектировано архитекторами Hamlin & Martin, и его стоимость выросла до 2,4 миллиона долларов к тому времени, когда школа приняла заявки на проект в апреле 1962 года. Основы проекта были заложены 1 мая 1962 года, и компания Shields Construction Company выступила генеральным подрядчиком проекта. Новое здание удвоит размер библиотеки штата Орегон. 
Завершенная в 1963 году, новая библиотека была построена на Джефферсон-стрит, ее нынешнем месте, и название было перенесено из старого здания. В то время здание было четырехэтажным, но школу планировали расширить. При первоначальном строительстве на крышу уложили плиты для двух дополнительных этажей. Осенью 1970 года в штате Орегон началось строительство новых этажей, а завершение строительства запланировано на осень 1971 года  Старое здание библиотеки было реконструировано и в 1964 году стало Киддер-холлом, названным в честь бывшего библиотекаря Иды Мэй Киддер. Ранее, начиная с 1927 года, Фэрбенкс-холл носил прозвище «Киддер-холл». К 1968 году собрание увеличилось до 538 000 томов.
Родни К. Уолдрон возглавлял библиотеку с 1954 по 1984 год. В том же году, когда Уолдрон отбыл, Мелвин Р. Джордж занял пост директора библиотеки, годовой бюджет которой на тот момент составлял 4,5 миллиона долларов, а количество сотрудников составляло 72 человека.  В 1986 году к библиотеке пристроили комнату для пожертвования выпускника Линуса Полинга, которая состояла из его статей и двух Нобелевских премий.

### Библиотека Вэлли

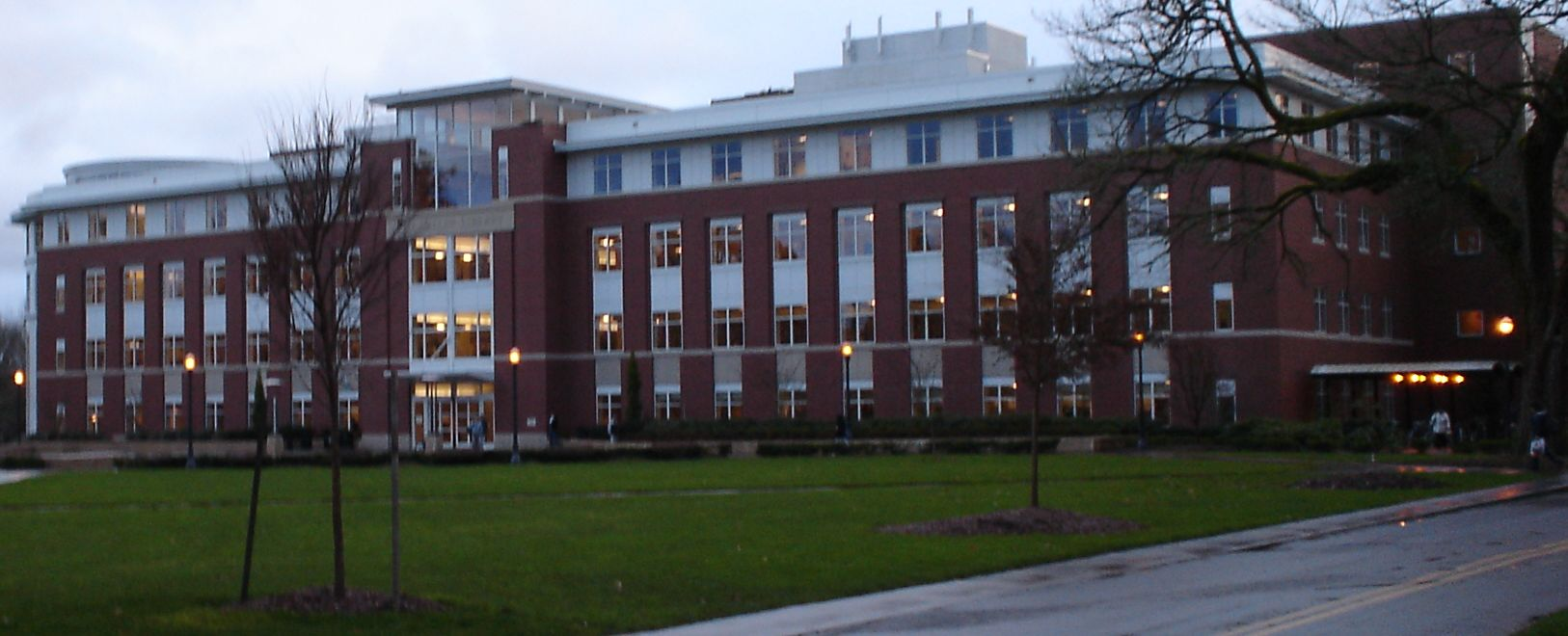
Северная и западная стороны библиотеки после завершения расширения в 1999 г.

Фонды библиотеки продолжали расти и в 1993 году достигли 1 275 473 томов. В 1999 году здание было переименовано в Библиотеку Вэлли после обширного расширения и ремонта. Ремонт занял три года и обошелся в 47 миллионов долларов.  В том году библиотека была выбрана The Library Journal как библиотека года  впервые академическая библиотека получила награду.
Библиотекари начали использовать обмен текстовыми сообщениями в марте 2010 года для общения с некоторыми посетителями библиотеки, а ранее начали выдавать читатели Amazon Kindle с предварительно загруженной библиотекой электронных книг. В апреле школа начала разрешать учащимся пользоваться библиотекой круглосуточно с воскресенья по четверг, чтобы проверить, достаточно ли спроса, чтобы обеспечить круглосуточный доступ на постоянной основе. Программа спонсировалась ассоциированными студентами университета штата Орегон и оплачивалась университетскими фондами технологий, а также была частично связана с закрытием некоторых компьютерных лабораторий, которые были предметами для круглосуточного обучения. 

## Услуги

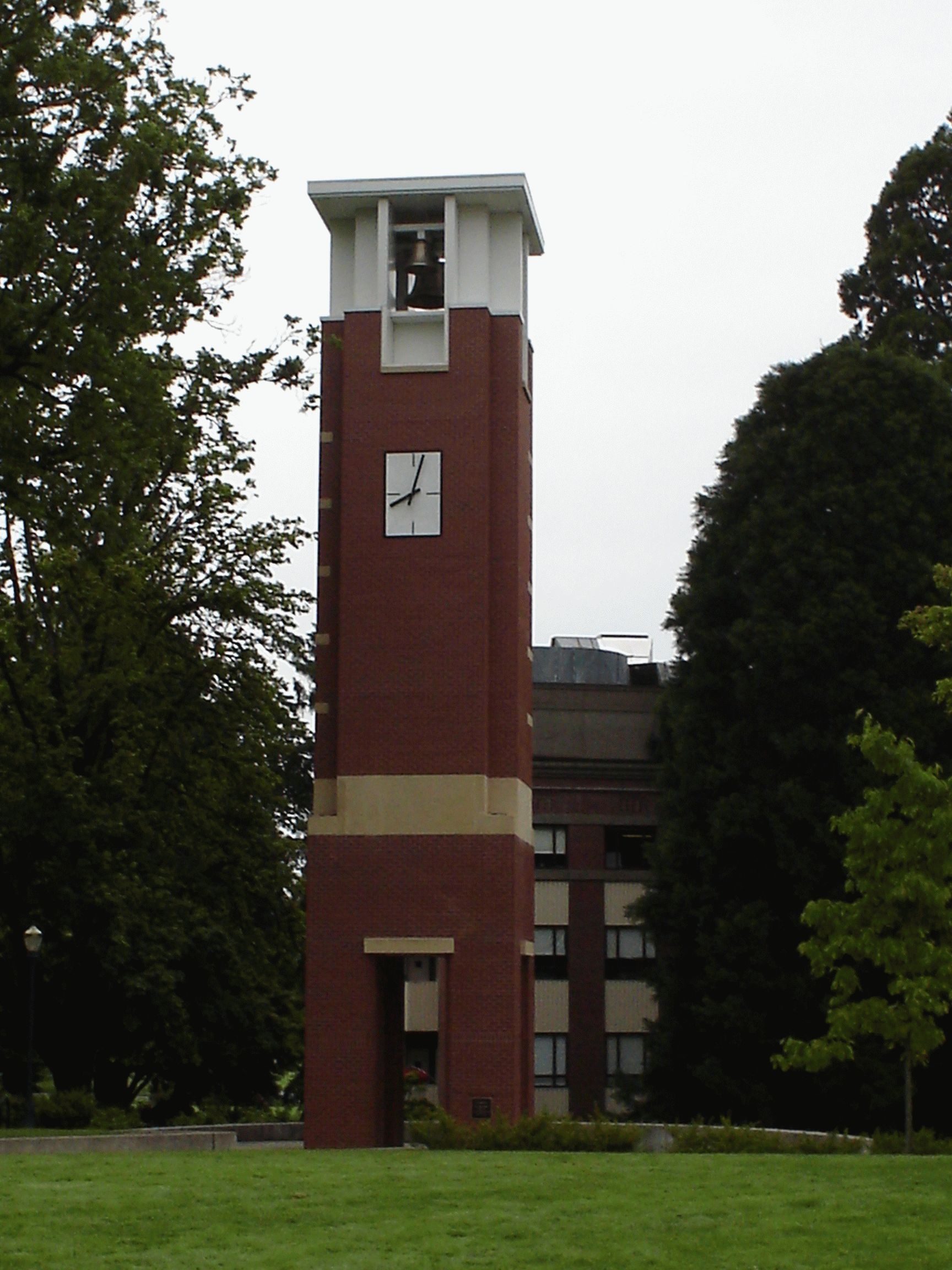
Колокольня с видом на библиотечный квартал

Библиотека  представляет собой шестиэтажное прямоугольное здание с ротондой на восточной стороне. Разработанный в современном, неоклассическом стиле, структура имеет облицовку из красного кирпича, с белой цветной алюминиевой солнечной скрининге на ротонде и пятом этаже с северной стороны добавленным для украшения.  Внутренняя опорная конструкция состоит из стальных балок и бетонных плит.
Ниже уровня земли с северной стороны на первом этаже расположены кафе и учебные комнаты. Главный этаж, который является вторым, включает в себя двухэтажный атриум, тиражную и информационную стойку, студенческую мультимедийную студию, компьютерные станции и станцию 3D-печати. Студия письма для студентов расположена на втором этаже библиотеки после переезда из своего предыдущего места в Уолдо-холле осенью 2017 года. Третий этаж содержит коллекции атласов, правительственных документов, микроформ и читателей, а также услуги репетиторства по химии в Mole Hole. В южной части четвертого этажа находятся офисы библиотеки, включая администрацию библиотеки, центральные веб-службы и Отдел расширенного кампуса. Медиа-коллекция и Центр исследования специальных коллекций и архивов расположены на пятом этаже. Шестой этаж представляет собой тихую рабочую зону, занимающую только южные две трети здания.
Прямо к северу от здания находится Библиотечный квартал, первоначально известный как Восточный четырехугольник. Примерно 2,6 акра (1,1 га) территория была заложена в 1910 году и была зарегистрирована как часть исторического района Орегонского государственного университета в Национальном реестре исторических мест в июне 2008 года. Колокольня была добавлена на восточном краю квадрата в 2001 году. Она посвящается выпускнику Х. Дину Папе, 68 футов (21 м) высокой башне пять колоколов и часы. 

## Современное состояние
Одна из трех библиотек университета штата Орегон, The Valley Library, является основной библиотекой и расположена в главном кампусе в Корваллисе. Две другие библиотеки — это библиотека Мэрилин Поттс Гуин в Морском научном центре Хатфилда в Ньюпорте и библиотека в кампусе Cascades в Бенде. Фэй Чедвелл - библиотекарь университета, а также руководитель пресс-службы ОГУ.

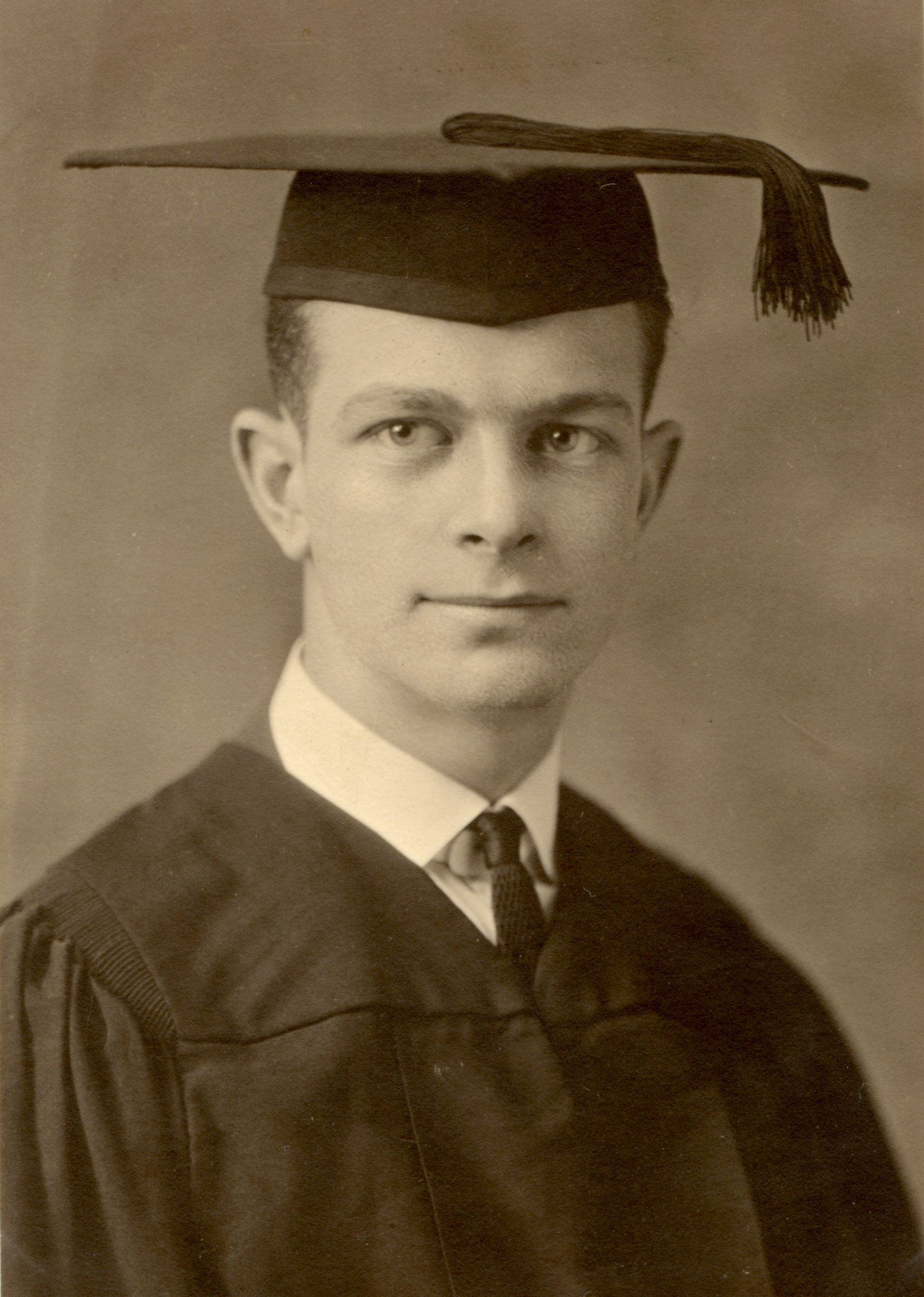
Лайнус Полинг на выпуске в 1922 году

По состоянию на 2008 г. в библиотеках, вместе взятых, работало около 120 человек ( FTE ), из которых 23 были библиотекарями. У этих трех компаний в общей сложности почти 1,6 миллиона томов в собраниях, 16 992 сериала, 2,1 миллиона документов на микроформах и 3 849 электронных книг.  Одна только Библиотека Вэлли содержала 1,4 миллиона томов и 14 000 серийных изданий из этого общего количества. В Библиотеки Вэлли также хранится более 500 000 правительственных документов и карт, поскольку с 1907 года она служит Федеральной депозитарной библиотекой, а также является депозитной библиотекой правительства штата. Бюджет трех библиотек вместе взятых составлял 10,8 миллиона долларов, а тираж - 347 000 экземпляров, при этом обслуживались 24 000 межбиблиотечных ссуд и в среднем около 34 000 человек в неделю в библиотеках. 

### Коллекции
Библиотека Вэлли включает в себя множество специальных коллекций в дополнение к своей основной коллекции. В частности, это документы Авы Хелен и Лайнуса Полинга, которые содержат 4 111 книг и 2230 подборок с материалами. Помимо библиотеки, школа также является домом для Института Линуса Полинга.
Другие коллекции в Исследовательском центре специальных коллекций и архивов включают Коллекции атомной энергии и ядерной истории, которые содержат 294 фута (90 м) предметов, Коллекция Макдональда с 2680 предметами, датируемыми 2000 годом до нашей эры, две коллекции, касающиеся истории науки, и 30 единиц хранения каталогов питомников и семеноводства, и многое другое. Также в специальных коллекциях и архивах содержится около 200 000 фотографий, памятных вещей, публикаций университетского городка и множества других экземпляров, связанных с историей университета штата Орегон и работой его преподавателей. Орегонский архив хмеля и пивоварения также находится в Специальных коллекциях и архивах, в которых собраны материалы, относящиеся к хмелю и пивоварению на Северо-Западе.
Центр исследования специальных коллекций и архивов также включает документы Бернарда Маламуда, Уильяма Эпплмана Уильямса, Милтона Харриса, Пола Эмметта, Дэвида П. Шумейкера, Юэна Кэмерона, Фрица Марти, Юджина Старра и Роджера Хейворда. Библиотека украшена 120 произведениями искусства Северо-Запада и служит художественной галереей. Закон штата Орегон «О процентах на искусство» выделил один процент затрат на строительство для произведений искусства, которые затем были выбраны библиотекой вместе с Комиссией по делам искусств штата Орегон.